# Friedrich IV. von Wied

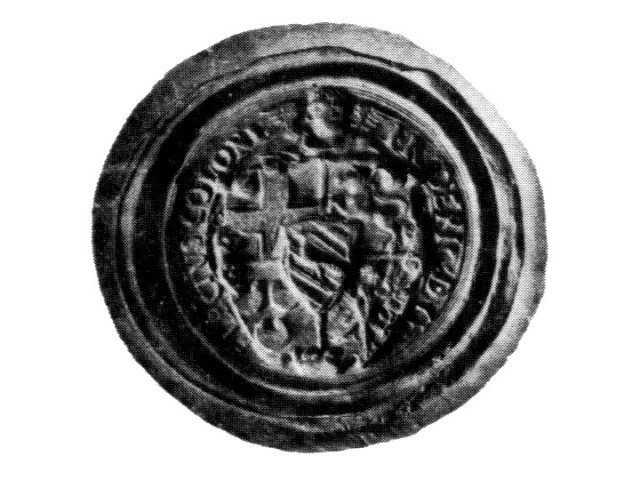
Siegel des Friedrich IV. von Wied

Graf Friedrich von Wied  (* um 1518; † 23. Dezember 1568) war von 1562 bis 1567 als Friedrich IV. Erzbischof und Kurfürst von Köln.

## Leben
Friedrich wurde um 1518 als Sohn des Grafen Johann III. zu Wied, Herr zu Runkel und Isenburg (* um 1475; † 1533) und dessen Ehefrau Gräfin Elisabeth von Nassau-Dillenburg (* 1488; † 1559) geboren. Unter seinen Geschwistern waren die Äbtissin Magdalena von Wied-Runkel von Nottuln und Elten, Margarethe von Wied-Runkel und Graf Johann IV. von Wied-Runkel († 1581). Er war verschwägert unter anderem mit Graf Anton I. von Isenburg-Büdingen-Ronneburg-Kelsterbach, den Grafen Ludwig und Wolfgang von Stolberg-Königstein, Graf Friedrich Magnus I. von Solms-Laubach, Gräfin Katharina von Hanau-Münzenberg und dem Reichserbschenken Christoph III. Schenk von Limpurg-Gaildorf (1531–1574).
Seit 1534 Propst des Cassius-Stifts am Bonner Münster, wurde Friedrich am 31. August 1537 Domherr in Köln. Nachdem er 1546 auf seine Propstei in Bonn verzichtet hatte, wählte ihn das Kölner Domkapitel am 12. Dezember 1548 zum Chorbischof, am 3. Juli 1549 zum Thesaurar, am 23. August 1558 zum Subdekan und am 23. November 1558 zum Domdechanten. Von 1559 bis 1562 war er Propst des Servatius-Stifts in Maastricht.
Am 19. November 1562 wurde er mit 16 von 19 Stimmen zum Erzbischof von Köln gewählt. Er lehnte jedoch einen Eid auf die vom Trienter Konzil erneuerte katholische Kirche (die so genannte Professio fidei Tridentinae) ab, so dass er keine päpstliche Bestätigung seiner Wahl erhielt. Seine Ablehnung beruhte jedoch nicht auf Glaubensgründen, vielmehr betrachtete er diesen als eine Zumutung gegenüber einem regierenden Herrscher.
Immer wieder in Rom als geheimer Protestant angeklagt, verlangte er vom Papst die Nennung der Denunzianten. Wenn ihm diese auch nicht genannt wurden, so versicherte ihm der Papst jedoch, dass er ihnen keinen Glauben schenke. Trotzdem beharrte er auf die Ablegung des Glaubensbekenntnisses und den Empfang der Priester- und Bischofsweihe.
Als Erzbischof war Friedrich ein tüchtiger und sparsamer Verwalter, doch lag er beständig mit dem Domkapitel im Streit. Während er den Einflüssen der Reformation innerhalb seiner Diözese tatenlos zusah, bemühte sich jedoch das Domkapitel um einen Erhalt des Katholizismus innerhalb des Erzbistums Köln. Die Bemühungen der wetterauischen Grafen, ihn dazu zu bewegen, einen erneuten Protestantisierungsversuch des Erzstifts zu unternehmen, lehnte der Erzbischof ab.
Übergewichtig und außerdem schwerhörig, so dass man sich nur schwer mit ihm unterhalten konnte, war Friedrich kein Freund großer Anstrengungen und konnte sich nur schwer zu Entscheidungen durchringen. Die wachsenden Probleme im Erzbistum, wie auch die Unnachgiebigkeit Papst Pius V. in Bezug auf die Confessio fidei, verstärkt durch das Nachlassen der kaiserlichen Unterstützung, führten am 7. August 1567 zu seinem Rücktritt als Erzbischof. Anschließend noch einmal in Rom um eine Verlängerung seiner Amtszeit nachsuchend, wurde ihm diese bis zum 25. November 1567 gewährt. In den folgenden Monaten wurde eine Versorgungsregelung für ihn verhandelt und ein Rücktrittsvertrag aufgesetzt. Diesen unterschrieb am 24. Oktober 1567 erst nach Zureden der kaiserlichen Gesandten. Publiziert wurde der Vertrag zwei Tage später.
Sein letztes Lebensjahr verbrachte Friedrich von Wied in Köln, wo er ein zurückgezogenes Dasein führte. Am 23. Dezember 1568 in Köln verstorben, fand er sein Grab in der Dominikanerkirche, die nach der Säkularisation abgebrochen wurde.